# Пацифея ейаоська
Пацифе́я ейаоська (Pomarea fluxa) — вимерлий вид горобцеподібних птахів родини монархових (Monarchidae), що був ендеміком Французької Полінезії. Нукухівська пацифея раніше вважалася підвидом уагуцької пацифеї, однак у 2012 році була визнана окремим видом.

## Опис
Довжина птаха становила 17 см. Самці мали переважно чорне, блискуче забарвлення. На спині, а також на нижній частині грудей і на животі були білі плямки, нижні покривні пера хвоста були чорними чорні. Дзьоб темно-сірий, лапи чорні. У самиць верхня частина тіла була світло-коричнева, місцями поцяткована білими плямками, обличчя рудувато-коричнево, нижня частина тіла білою, на горлі були чорні смуги.

## Поширення і екологія
Ейаоські пацифеї були ендеміками невеликого безлюдного острова Еіао в архіпелазі Маркізьких островів. Вони жили у сухих і вологих рівнинних тропічних лісах. Вид не спостерігався з 1977 року і вважається вимерлим. Причиною вимирання ейаоських пацифей є знищення природного середовища внаслідок надмірного випасу овець, хижацтво з боку інтродукованих щурів і кішок, а також хвороби.